# Demetrios ze Skepsis
Demetrios ze Skepsis (w starożytnej Grecji Δημήτριος ὀ Σκήψιος, często nazywany Scepsianem od miejsca urodzenia; ur. ok. 205 p.n.e., zm. ok. 130 p.n.e.) – grecki polihistor, wszechstronny uczony, m.in. geograf, tłumacz, gramatyk, historyk i filolog. Związany z biblioteką w Pergamonie.
Demetrios urodził się w miejscowości Skepsis (dzisiejsza Turcja, w przeszłości kolonia grecka) w okolicach Troi. Dzięki swojemu bogactwu, odziedziczonemu po rodzicach, uzyskał wyśmienite wykształcenie.
Demetrios ze Skepsis był twórcą komentarzy do II księgi Iliady (2, 816-877), w której wymieniono siły Trojan, obszernego dzieła nazwanego ὁ Τρωικὸς διάκοσμος (Ustrój sił trojańskich), zapisanego w trzydziestu tomach dla mieszkańców Troady.
Jego komentarze do opisów statków achajskich wojowników w Iliadzie (2, 494-759) były licznie cytowane przez historyków starożytnych (m.in. Strabona) i szeroko wykorzystywane przez Greków. Dzięki komentarzom Demetriosa oraz dokładnym opisom obiektów nowożytni archeolodzy mieli ułatwione zadanie podczas odkopywania Troi.